# FIFA World Player of the Year 1995
L’edizione 1995 del FIFA World Player, 5ª edizione del premio calcistico istituito dalla FIFA, fu vinta dal liberiano George Weah (Paris Saint-Germain / Milan).
A votare furono 95 commissari tecnici di altrettante Nazionali.